# Selección de fútbol sub-23 de Irlanda del Norte
La Selección de fútbol sub-23 de Irlanda del Norte es el equipo que representa a Irlanda del Norte y cuenta con futbolistas que juegan en la NIFL Premiership; y es controlado por la Asociación Irlandesa de Fútbol.

## El equipo original sub-23
El equipo original de Irlanda del Norte Sub-23 jugó un total de diez partidos, todos menos tres en la década de 1960. Los jugadores que han pasado del equipo sub-23 al nivel internacional completo incluyen a Pat Jennings, Bryan Hamilton, Neil Lennon y Sammy Clingan.

### Resultados
| Fecha                 | Adversario          | Estadio                    | Resultado | Goles                               |
| 7 de febrero de 1962  | Gales               | Windsor Park, Belfast      | 0-0       |                                     |
| 27 de febrero de 1963 | Gales               | Vetch Field, Swansea       | 1-5       | Jimmy McLaughlin                    |
| 5 de febrero de 1964  | Gales               | Windsor Park, Belfast      | 3-3       | Willie Irvine (2), Jimmy McLaughlin |
| 10 de febrero de 1965 | Gales               | Ninian Park, Cardiff       | 2-2       | Willie Irvine y Dave Clements       |
| 22 de febrero de 1967 | Gales               | Windsor Park, Belfast      | 2-1       | Vic McKinney (2)                    |
| 20 de marzo de 1968   | Gales               | Vetch Field, Swansea       | 1-0       | Shaun Dunlop                        |
| 26 de marzo de 1969   | Italia              | Communale Stadium, Brescia | 1-2       | Brendan Mullan                      |
| 11 de abril de 1989   | Irlanda             | Dalymount Park, Dublin     | 0-3       |                                     |
| 15 de mayo de 1990    | Irlanda             | Shamrock Park, Portadown   | 2-3       | Stephen McBride y John Devine       |
| 27 de abril de 2004   | Serbia y Montenegro | Mourneview Park, Lurgan    | 0-0       |                                     |

## Los nuevos sub-23
La Federación Irlandesa anunció el 2 de octubre de 2007 que entrarían a formar parte del International Challenge Trophy. El equipo fue seleccionado solo entre los jugadores que juegan en la NIFL Premiership y, como tal, también es un sucesor del equipo representativo de la Liga Irlandesa. Para el International Challenge Trophy 2007-09, el equipo fue dirigido por David Jeffrey de Linfield y para el International Challenge Trophy 2009-11 por Ronnie McFall de Portadown. En ambas ocasiones, Irlanda del Norte no logró pasar de la fase de grupos y no ha entrado en un equipo desde entonces.

### International Challenge Trophy 2 007-09
| 11 de diciembre de 2007 | Bélgica                | 2-1 | Irlanda del Norte | Stade Luc Varenne, Tournai, Bélgica |  |
|                         | Hubert 58' · Lutun 85' |     | Thompson 46'      |                                     |  |

| 13 de mayo de 2008 | Irlanda del Norte | 0-1 | Irlanda  | Mourneview Park, Lurgan, Irlanda del Norte |  |
|                    |                   |     | Rice 88' |                                            |  |

| 18 de noviembre de 2008 | Eslovaquia | 1-0 | Irlanda del Norte | Senec, Eslovaquia, |  |
|                         | Skutka 10' |     |                   |                    |  |

### International Challenge Trophy 2009-11
| 24 de noviembre de 2009 | Irlanda del Norte     | 2-2 | Gales                           | Shamrock Park, Portadown, Irlanda del Norte |  |
|                         | Magee ?' · Fordyce ?' |     | Desconocido ?' · Desconocido ?' |                                             |  |

| 11 de agosto de 2010 | Irlanda del Norte      | 2-0 | Polonia | The Showgrounds, Coleraine, Irlanda del Norte |  |
|                      | Owens ?' · Donnelly ?' |     |         |                                               |  |

| 12 de octubre de 2010 | Portugal                        | 2-0 | Irlanda del Norte | Estádio Municipal, Cartaxo, Portugal |  |
|                       | Desconocido ?' · Desconocido ?' |     |                   |                                      |  |

## Jugadores

### Equipo actual
Plantilla para el partido contra  Portugal, 12 de octubre de 2010. Clubes en el momento de la convocatoria.
| No. | Pos.           | Jugador         | Fecha de nacimiento (edad)        | Club             |
|     | Portero        | Chris Keenan    | 27 de enero de 1987 (34 años)     | Crusaders        |
|     | Portero        | Sean O'Neill    | 11 de abril de 1988 (32 años)     | Dungannon Swifts |
|     | Defensa        | Chris Ramsey    | 24 de mayo de 1990 (30 años)      | Portadown        |
|     | Defensa        | Billy Joe Burns | 24 de agosto de 1989 (31 años)    | Linfield         |
|     | Defensa        | Johnny Taylor   | 30 de junio de 1988 (32 años)     | Glentoran        |
|     | Defensa        | Jay Magee       | 4 de mayo de 1988 (32 años)       | Glenavon         |
|     | Defensa        | Ross Redman     | 23 de noviembre de 1989 (31 años) | Portadown        |
|     | Defensa        | Archie Stewart  | 3 de diciembre de 1989 (31 años)  | Ballymena United |
|     | Centrocampista | Philip Lowry    | 15 de julio de 1989 (31 años)     | Linfield         |
|     | Centrocampista | Robert Garrett  | 5 de mayo de 1988 (32 años)       | Linfield         |
|     | Centrocampista | Jamie Mulgrew   | 6 de mayo de 1986 (34 años)       | Linfield         |
|     | Centrocampista | Stuart Dallas   | 19 de abril de 1991 (29 años)     | Crusaders        |
|     | Centrocampista | Martin Donnelly | 28 de agosto de 1988 (32 años)    | Crusaders        |
|     | Centrocampista | Michael Carvill | 3 de abril de 1988 (32 años)      | Linfield         |
|     | Delantero      | Daryl Fordyce   | 2 de enero de 1987 (34 años)      | Glentoran        |
|     | Delantero      | Curtis Allen    | 22 de febrero de 1988 (33 años)   | Linfield         |
|     | Delantero      | Jordan Owens    | 9 de julio de 1989 (31 años)      | Crusaders        |
|     | Delantero      | Darren Boyce    | 25 de enero de 1986 (35 años)     | Coleraine        |

## Participaciones

### International Challenge Trophy
- 2007-09 - Fase de grupos
- 2009-11 - Fase de grupos